# 명탐정 번개
《명탐정 홈즈》(일본어: 名探偵ホームズ)는 이탈리아와 일본의 텔레비전 애니메이션으로, 소설 셜록 홈즈 시리즈를 원작으로 한다. 대한민국에서는 KBS 1TV와 KBS 2TV에서 《명탐정 번개》로 아더왕에 이어서 1986년 6월 5일부터 매주 목요일날 방송하다가 7월 10일부터 10월 10일까지 매주 목금 저녁 6시 30분경(뒤이어 천하무적 멍멍기사), SBS에서는 《명탐정 셜록 하운드》라는 이름으로 방영했고, EBS에서는 2010년 4월 16일부터 7월 16일까지 매주 목금 저녁 7시 25분경 KBS판을 방영했다.

## 줄거리
원작에서 캐릭터와 배경을 채용하기는 했지만 인물들의 동물화 및 수동 기기의 등장 등은 오히려 몬타나 존스와 비슷하다. 살인 사건이 아닌 도난 사건이 이야기를 이루며 일부 에피소드에서는 원작의 살인 사건을 각색하거나 원작에 없는 등장 인물들을 중심으로 하는 오리지널화가 뚜렷하다. 게다가 인물들도 고정적인 편이라 원작에서 따온 인물들이 제한적으로 등장하며 원작에서의 인물형과 달리 코믹한 요소도 첨가되어 있다.
등장인물들이 개로 묘사된 이유는 이탈리아 측의 요청에 의한 것이다. 미야자키 감독은 강하게 반대하다 전충안인 하숙집 주인인 천사부인만큼은 인간으로 초인적인 번개만큼은 천사부인 앞에서는 점잖게 된다는 설정으로 설득하려고 했지만 이탈리아 측에서 부자연스럽다는 이유로 반대하여 이러한 설정이 되었다. 결국 미야자키 감독의 역대 작품을 통해 본작의 특수성이 강조되었으며 고도치 반장가 편지의 냄새를 맡는 것이 그러한 예이다.

## 주요 인물
번개
- 성우 -  히로카와 타이치로(TV판) /  시바타 테루히코(극장판) /  엄주환(KBS판) /  황윤걸(SBS판)

소설 속 원래 모습처럼 천재적인 지성을 가지고 있으며 여러 분야에서 매우 해박한 지식의 소유자. 어려운 상황 속에서도 시원하고 논리적인 사고로 추리하지만 소설 속 원래 모습과는 달리 번개의 유일한 마약 습관은 파이프 담배. 원래 모습처럼 아파트는 엉망인 상태이고 정기적으로 유해 가스의 구름으로 이어질 화학 실험을 실시하고 있다. 나머지 남성 캐릭터처럼 그 또한 천사부인에게 감정이 보인다. 번개는 붉은 여우로 묘사된다.
털보
- 성우 -  도미타 코세이 /  노민(KBS판) /  김현직(SBS판)

번개의 충직한 동반자로 영국에서 번개를 만나기 전까진 의사 교육을 받고 있었다. 그는 번개를 자신의 능력 내에서 최선을 다해 돕고자 노력하지만 물리적으로나 심리적으로 번개와 시간을 맞추는 데 어려움이 있으며 과체중의 문제가 있다. 털보은 스코틀랜드 테리어로 묘사된다.
천사부인
- 성우 -  아사가미 요코(TV판) /  노부사와 미에코(극장판) /  박영남(KBS판) /  정경애(SBS판)

번개와 털보의 하숙집 주인. 원작 소설과 달리 20대 후반의 과부로 거이타 교수에게도 친절한 인물. 죽은 남편 짐은 파일럿이었고 사냥개 항공의 세계에서 그녀의 연락을 유용하게 찾는다. 그녀는 실행을 필요로 할 때 매우 빠르고 수완이 될 수 있으며 또한 리볼버를 들고 사격을 즉시 할 수 있다. 천사부인은 골든 리트리버로 묘사된다.
거이타 교수
- 성우 -  오쓰카 치카오 /  장정진(KBS판)

번개와 털보의 아둔한 적수. 원작 소설과 달리 범죄계의 나폴레옹이라 불리기 위해 나서는 범죄 계획가. 본작에 나오는 대부분의 도난 사건을 지휘하지만 나중에는 번개에 의해  요각된다 장물 취득을 해 자신의 두뇌를 아끼지 않으며 가끔은 범죄 사주, 인질 납치, 장물 교환, 등으로 연명하고 있다. 거이타 교수는 보라 늑대로 묘사된다.

꺽쇠, 땅딸이
- 성우 -  센다 미쓰오(꺽쇠), 마쓰오카 히로시(땅딸이) /  유해무(꺽쇠), 정동열(땅딸이)(KBS판)

거이타 교수의 아둔한 부하. 해적질을 그만둔 후 거이타 교수에게 발탁되어 범죄를 저지르는 공범자. 거이타 교수가 범죄를 실행할 때에는 실질적으로 범죄를 저지리는 행동요원이다. 교수의 발명품을 이용하지만 모자란 지성으로 인해 망가트리거나 번개에 계락이나 경부의 참견으로 인해 실패. 교수의 범죄 계획을 신용하지 않는다.
고도치 반장
- 성우 -  이시즈카 쇼죠 /  백진(KBS판)

번개의 선의의 경쟁자이면서 경찰로서의 책임을 다하려고 노력하는 노력파 경부. 거이타 교수를 잡고자 혈안이 되어있지만 그때그때 상황에 따라 휘둘리며 모자란 직감과 충만한 행동력으로 사건에 임하고 있다. 또한 증거에 대한 이해도가 부족해 곤란에 처한 그를 번개가 구한 적도 있다. 고도치 반장은 불독으로 묘사된다.

## 방영 에피소드
1. 검은 상자의 비밀
2. 왕관을 잡아라
3. 가짜 주화의 범인은?
4. 명화를 지켜라
5. 삼켜버린 보석
6. 녹색풍선의 수수깨끼
7. 황금 천사상
8. 지하실의 공룡
9. 해저보물
10. 용감한 비행사
11. 황금 저금통
12. 교수의 대실패
13. 거이타의 잔꾀
14. 사라진 보물
15. 땅굴의 천재
16. 템즈강의 괴물
17. 네스호에서 흩어진 작전!
18. 로제타 스톤
19. 비행선 화이트 실버를 찾아라!
20. 버즈 버즈! 날아라 날아라 메카 작전
21. 새계 비행 선수권 대회
22. 앵무새의 비밀
23. 들어봐! 모리아티에 대한 공물
24. 귀중한 인형
25. 안녕 홈즈! 마지막 사건

## 주제가
일본어 판
여는 노래《空からこぼれたSTORY(하늘에서 흘러넘친 스토리)》
노래: 다카포, 작사: 미우라 스이코, 작곡: ??, 편곡: 후쿠이 슈
닫는 노래《テームズ河のDANCE(템즈 강물의 댄스)》
노래: 다카포, 작사: 미우라 스이코, 작곡: ??, 편곡: 후쿠이 슈

## 같이 보기
- 몬타나 존스
- 명탐정 코난